# Platyplectrurus
Platyplectrurus is een geslacht van slangen uit de familie schildstaartslangen (Uropeltidae).

## Naam en indeling
De wetenschappelijke naam van de groep werd voor het eerst voorgesteld door Albert Günther in 1868.

### Soorten
Het geslacht omvat de volgende soorten, met de auteur en het verspreidingsgebied.
| Naam                        | Auteur        | Verspreidingsgebied |
| --------------------------- | ------------- | ------------------- |
| Platyplectrurus madurensis  | Beddome, 1877 | India, Sri Lanka    |
| Platyplectrurus trilineatus | Beddome, 1867 | India               |

## Verspreiding en habitat
Er zijn twee soorten, die voorkomen in delen van Azië, meer bepaald in de landen India en Sri Lanka. De habitat bestaat uit tropische en subtropische bergbossen, daarnaast wordt het dier gevonden in plantages en tuinen.

## Beschermingsstatus
Door de internationale natuurbeschermingsorganisatie IUCN is aan beide soorten een beschermingsstatus toegewezen. Een soort wordt beschouwd als 'onzeker' (Data Deficient of DD) en een soort als 'bedreigd' (Endangered of EN).